# Arding & Hobbs

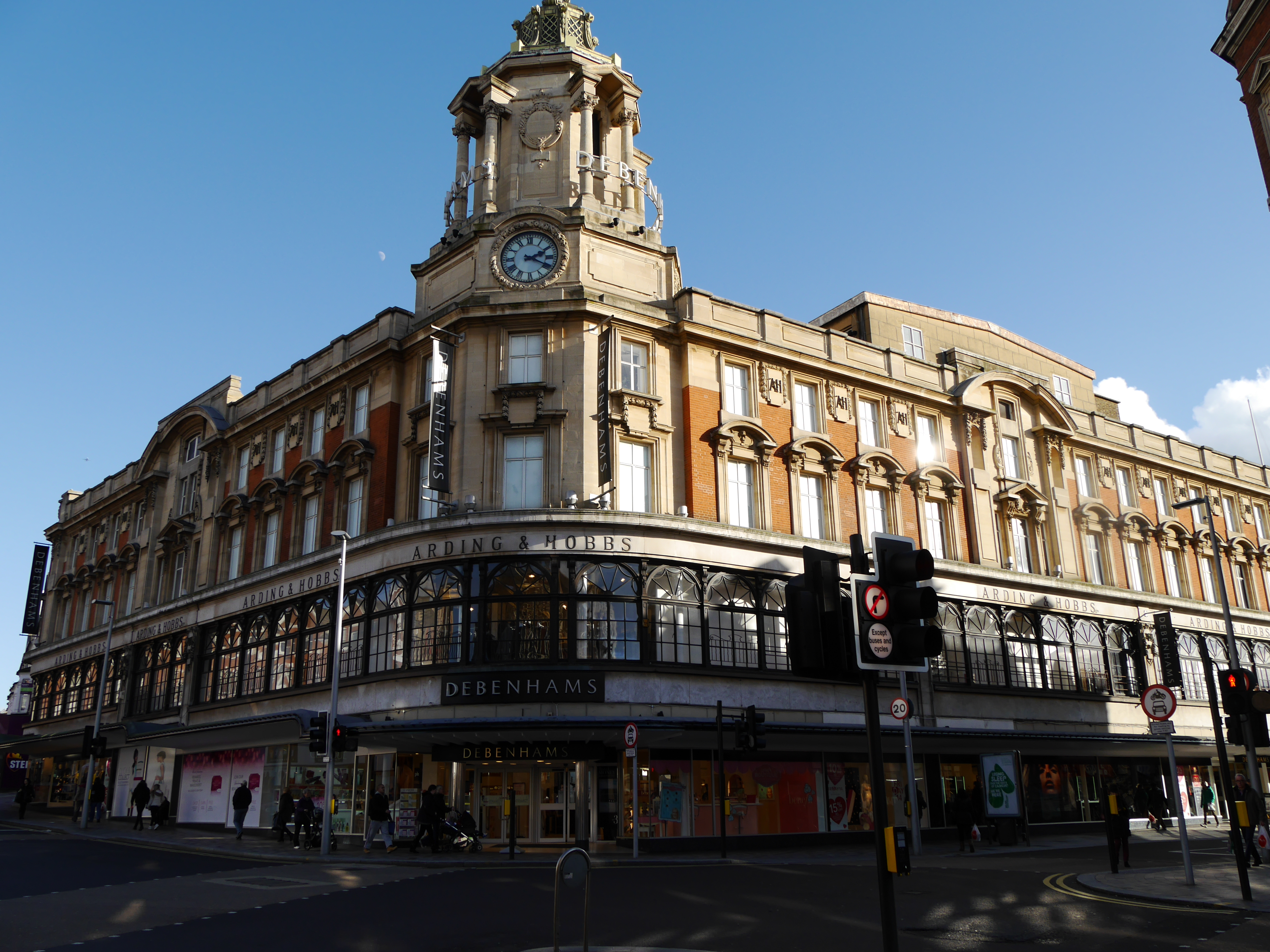
Arding & Hobbs.

Arding and Hobbs est un bâtiment situé à l'intersection de Lavender Hill et St John's Road, dans le quartier de Battersea, à Londres, près de la gare de Clapham Junction.
Arding and Hobbs a été construit en 1910 dans le style édouardien et l'architecte responsable du projet était James Gibson.  

Auparavant administré par Allders (de la fin des années 1970 jusqu'à l'entrée du groupe dans l'administration, il a ensuite été vendu), il est maintenant une filiale de Debenhams, un grand magasin. 